# Будь со мной (фильм, 2005)
«Будь со мной» (англ. Be with Me) — сингапурский фильм 2005 года, экзистенциальная драма режиссёра Эрика Кху. Фильм вдохновлён жизнью и историей слепоглухой учительницы Терезы Чэнь Полинь.

## Сюжет
Фильм состоит из трёх историй, которые по ходу фильма соединяются друг с другом, образуя неразрывное полотно.
Meant To Be
История пожилого человека, хозяина небольшого магазинчика в Сингапуре. После смерти жены он потерял смысл жизни и живёт автоматически: готовит еду, открывает магазин, закрывает магазин. Его сын, социальный работник, знаком с Терезой Чэнь Полинь. Сын записывает книгу Терезы про её жизнь и даёт почитать отцу. Также он просит отца, очень умелого повара, что-нибудь приготовить для Терезы на ужин. Однажды отец встречается с Терезой, и его печаль по умершей жене наконец прорывается в слезах.
Finding Love
В одном из небоскрёбов Сингапура работает застенчивый и закомплексованный охранник. Он живёт вместе с отцом и братом, которые постоянно унижают его. У охранника есть две страсти: вкусно поесть, а также невысказанная любовь к красивой девушке, работающей в одной из фирм в небоскрёбе. Охранник постоянно наблюдает за ней через камеры слежения. Но однажды он засыпает на работе и его увольняют. Тогда он решает написать письмо своей тайной возлюбленной. Но это очень трудно для него, дело еле движется, и целые часы он проводит наблюдая с улицы за окнами девушки.
So In Love
Джеки, школьница, познакомилась с Сэм по интернету. Девушки встретились, и у них начался роман. Но Сэм быстро разлюбила Джеки. Джеки не в силах этому поверить, она ищет встречи с любимой, пишет ей послания, но всё напрасно.
Охранник — постоянный клиент магазинчика старого человека. Он, наконец, сочинил своё послание и, счастливый, идёт его отправлять, радостно помахав рукой хозяину. Джеки не выдержала муки расставания и бросилась с крыши. Она упала прямо на охранника. Он погибает, а Джеки выживает. Письмо уносит ветер, а сын владельца магазина назначен выяснить, что было причиной трагического случая.

## В ролях
| В ролях                                |  | Персонаж          |
| -------------------------------------- |  | ----------------- |
| Тереза Чэнь Полинь                     |  | В роли самой себя |
| Чию Сунг Чинг                          |  | Отец              |
| Лоренс Йонг                            |  | Сын               |
| Лёнг Коой Энг                          |  | Мать              |
| Элизабет Цай-Ян Сумэй (Чой-Йонг Сумой) |  | В роли самой себя |

| В ролях         |  | Персонаж         |
| --------------- |  | ---------------- |
| Сит Кэнг Ю      |  | Охранник         |
| Линн По         |  | Энн              |
| Нг Суэй А       |  | Отец             |
| По Хуат Лим     |  | Брат             |
| Санван Бин Раис |  | Начальник охраны |

| В ролях       |  | Персонаж   |
| ------------- |  | ---------- |
| Эзанн Ли Чжаи |  | Джеки      |
| Саманта Тань  |  | Сэм        |
| Джейсон Тань  |  | Брайан     |
| Лим Пои Хуанг |  | Мать Джеки |
| Джон Чунг     |  | Отец Сэм   |

## Награды
Фильм получил следующие награды:
| Награды                              | Награды | Награды                            | Награды            | Награды                            |
| ------------------------------------ | ------- | ---------------------------------- | ------------------ | ---------------------------------- |
| Фестиваль / Премия                   | Год     | Награда                            | Категория          | Победитель                         |
| Фестиваль «Fantasporto»              | 2006    | Directors' Week Award              | Special Jury Prize | Эрик Цю (Кху) Цзиньхай             |
| Flanders International Film Festival | 2005    | Лучший сценарий                    |                    | Эрик Цю (Кху) Цзиньхай Вонг Ким Хо |
| Кинофестиваль в Мар-дель-Плата       | 2006    | Special Mention                    |                    | Эрик Цю (Кху) Цзиньхай             |
| Stockholm Film Festival              | 2005    | Best Cinematography FIPRESCI Prize | Лучший фильм       | Эдриан Тань Эрик Цю (Кху) Цзиньхай |
| Кинофестиваль в Токио                | 2005    | Asian Film Award — Special Mention |                    | Эрик Цю (Кху) Цзиньхай             |

## Интересные факты
Диалоги занимают лишь две с половиной минуты этой полуторачасовой картины.